# Yesspeak
Yesspeak è un video documentario del gruppo progressive rock britannico Yes pubblicato su DVD nel 2004.

## Il video
Il doppio DVD, realizzato per celebrare i 35 anni di vita del gruppo, contiene interviste ai membri degli Yes nella formazione "classica" con Jon Anderson, Steve Howe, Alan White, Chris Squire e Rick Wakeman.
Il gruppo si era riunito nel 2003 per il Full Circle Tour. Nel documentario gli Yes raccontano la loro storia e parlano a tutto campo della loro musica e della loro vita on the road.
Il video è arricchito da molti momenti musicali registrati durante il tour mondiale del 2003.
Al documentario partecipa anche Roger Daltrey come voce narrante. La grafica è curata come sempre da Roger Dean.
Il DVD-Video contiene la registrazione solo audio in Dynamic Dolby 5.1 e in Dolby Stereo di un concerto del tour della durata di 150 minuti.
Fra i brani contenuti una versione di South Side of the Sky tratta da Fragile (che da lungo tempo non veniva eseguita dal vivo) impreziosita da un "duello" finale fra la chitarra di Howe e le tastiere di Wakeman, la prima registrazione ufficiale di Show Me di Anderson (inedito inserito nella raccolta The Ultimate Yes e successivamente inserito nel DVD di Jon Anderson Tour of the Universe), una versione strumentale, alla chitarra acustica, di To Be Over (brano di Relayer, la versione acustica era apparsa per la prima volta sull'album Natural Timbre di Steve Howe) e un monumentale assolo di basso di Squire, che unisce la classica The Fish (da Fragile)  all'introduzione di On the Silent Wings of Freedom (da Tormato).
Il film documentario, in una versione ridotta di 75 minuti, fu trasmesso in anteprima mondiale via satellite in contemporanea in 25 cinema americani la sera del 26 gennaio 2004; alla trasmissione seguì una esibizione acustica del gruppo poi pubblicata nel DVD Yes Acoustic.
Nel 2005, Yesspeak e Yes Acoustic furono pubblicati insieme in un unico DVD come conclusione delle celebrazioni per i 35 anni del gruppo.

## Contenuti

### Tracce
1. Siberian Khatru
2. Magnification
3. Don't Kill the Whale
4. In the Presence Of: Deeper / Death Of Ego / True Beginner /Turn Around And Remember
5. We Have Heaven
6. South Side of the Sky
7. And You And I
8. Steve Howe solo: To Be Over / The Clap
9. Show Me
10. Rick Wakeman solo: Catherine of Aragon / Celtic Jig / Jane Seymour
11. Heart of the Sunrise
12. Long Distance Runaround
13. Chris Squire solo: The Fish / On the Silent Wings of Freedom
14. Awaken
15. I've Seen All Good People
16. Roundabout
17. Your Is No Disgrace
18. No Opportunity Necessary, No Experience Needed

### Capitoli
1. Sacred Ground
2. Full Circle
3. There'll Always Be A Yes
4. Spotlight On Chris
5. Spotlight on Jon
6. Spotlight On Steve
7. Spotlight on Alan
8. Spotlight On Rick
9. On The Road
10. Yes Music

### Contenuti speciali
- Registrazione dell'intero concerto Dynamic Dolby 5.1 and DTS.

## Formazione
- Jon Anderson - voce
- Steve Howe - chitarra, voce
- Chris Squire - basso, voce
- Rick Wakeman - tastiere
- Alan White - batteria